# Société de navigation sur les lacs de Neuchâtel et Morat

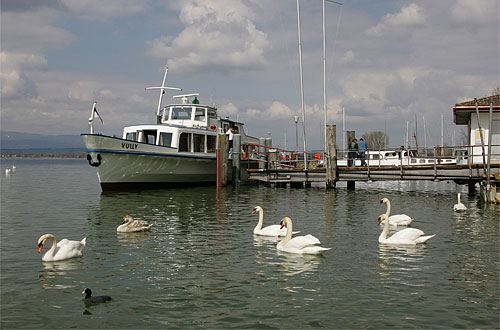
Le MS Vully au port de Morat

La société de navigation sur les lacs de Neuchâtel et Morat SA (LNM) est une compagnie maritime suisse qui exploite des liaisons sur les lacs de Neuchâtel, de Morat et, conjointement avec la Bielersee Schifffahrt, sur le lac de Bienne.

## Historique
Le 30 septembre 1872, la Société est constituée par la fusion de deux autres compagnies, la Société fribourgeoise de navigation à Estavayer-le-Lac et la Société moratoise de navigation à vapeur à Morat. Elle avait comme but le transport de voyageurs et de marchandises sur les lacs de Neuchâtel, Morat et Bienne. Elle était dotée d'un capital de 303 000 frs et possédait une flottille de trois bateaux : le Cygne construit en 1852, le Gaspard Escher construit en 1858 et le Halwyll construit en 1872. Bien que société privée, l’État du Canton de Fribourg participa au financement de cette nouvelle compagnie, qui sera par la suite cotée à la Bourse de Neuchâtel. Le 12 septembre 1881, la compagnie inaugura un nouveau bateau l'Helvétie. Ce dernier sera rebaptisé l'Yverdon en 1912.
La société fribourgeoise fonctionna ainsi jusqu'en 1885, date de la construction de la ligne de chemin de fer au pied du Jura. Elle dut donc faire appel aux capitaux des cantons riverains Canton de Vaud et Canton de Neuchâtel ainsi qu'à la commune de Neuchâtel. De 1886 à 1888, les trois bateaux subirent de très grosses transformations. En 1895, de nouvelles difficultés obligèrent la Société à s'ouvrir encore plus à la participation des cantons et des communes riveraines.
En 1896, le bateau le Cygne fut agrandi et rebaptisé le Jura et deux ans plus tard, ce fut au Gaspard Escher de subir la même transformation. En 1899, la Société racheta un bateau en service sur le lac de Constance, le Morat et le premier juin 1913, la ligne Yverdon - Neuchâtel - Bienne fut inaugurée et deux nouveaux bateaux mis en service, le Neuchâtel et le Fribourg.
Le Gaspard Escher fut restauré et rebaptisé l'Helvétie2 en 1913 et retiré de la flotte en 1924.

## Bateaux[4]

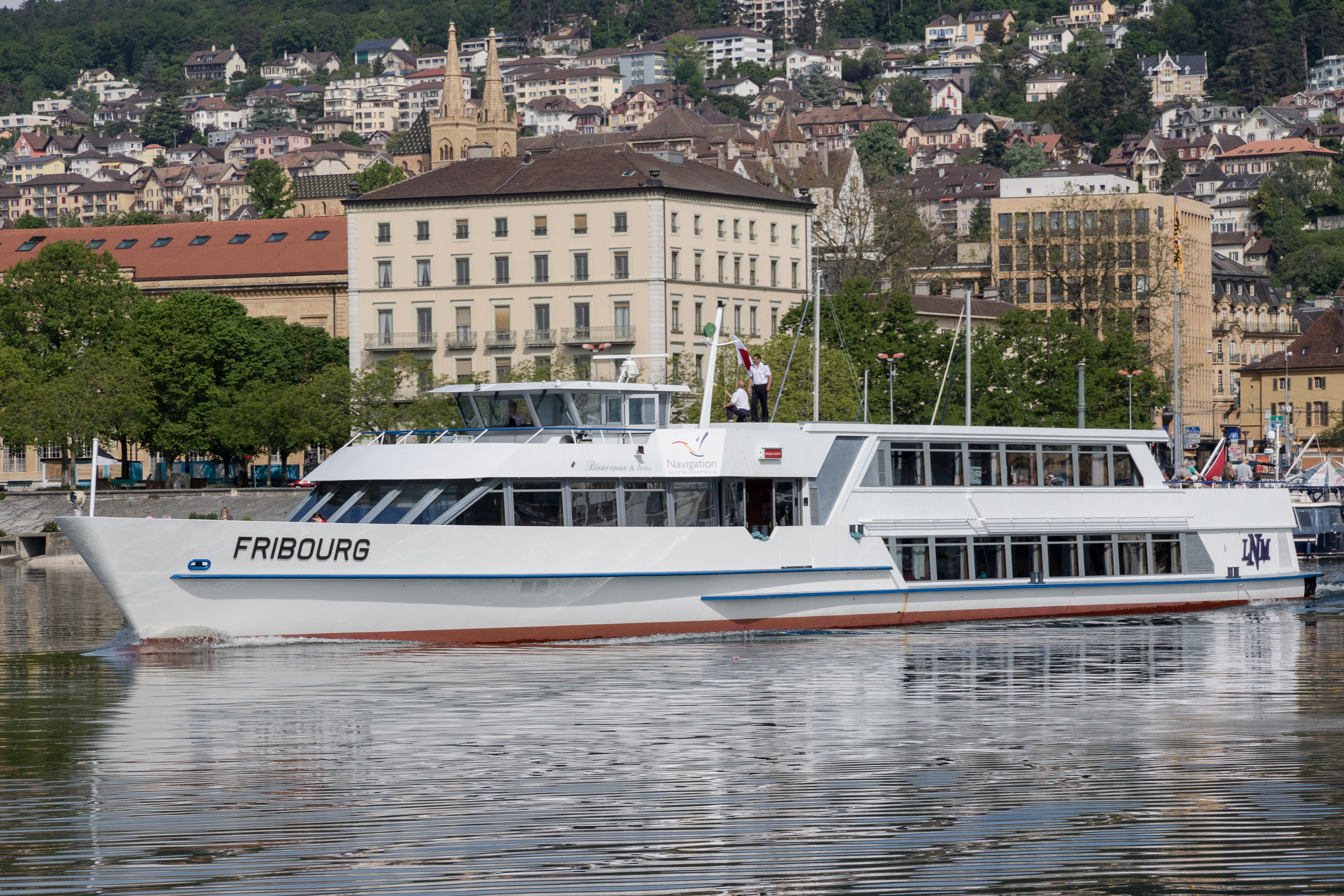
MS Fribourg à Neuchâtel

- MS Le Cygne (1939) (retiré du service commercial,le 12.09.22)
- MS Ville de Morat (1955) (retiré du service commercial,le 01.08.11)
- MS Vully (1960 - 2020) (vendu en 2020 à l'association "Nautilus")
- MS Ville d’Estavayer (1961)
- MS Ville d’Yverdon (marraine du bateau : Françoise Perret[5]) (1965)
- MS Ville de Neuchâtel (1972)
- MS La Béroche (1981)
- MS Fribourg (1995)
- MS idée suisse (2002)
- DS Neuchâtel (bateau à vapeur, mise en service 1912[6], désaffecté 1969, remise en service en 2014) (2014)

### Croisières
Promenades :
- Neuchâtel – Cudrefin – Portalban – Neuchâtel
- Tour du lac de Morat
- Neuchâtel-rive-nord/sud-Estavayer-le-Lac-rive-nord/sud-Neuchâtel

Neuchâtel – Yverdon-les-Bains :
- Neuchâtel – rive-nord/sud – Estavayer-le-Lac – Yverdon-les-Bains

Tour des 2 lacs
- Neuchâtel – La Sauge – Morat

Tour des 3 lacs
- Morat – Canal de la Broye – Neuchâtel – Canal de la Thielle – Bienne

### Ports desservis

#### Canton de Neuchâtel
- Auvernier
- Bevaix
- Cortaillod
- Gorgier-Chez-le-Bart
- Hauterive
- La Tène
- Le Landeron
- Neuchâtel
- Saint-Aubin
- Saint-Blaise
- Thielle-Wavre
- Vaumarcus

#### Canton de Vaud
- Chevroux
- Concise
- Cudrefin
- Faoug
- Grandson
- La Sauge
- Yverdon-les-Bains

#### Canton de Fribourg
- Camping les 3 Lacs
- Estavayer-le-Lac
- Morat
- Môtier
- Portalban
- Praz
- Sugiez
- Vallamand

#### Canton de Berne
- Erlach/Cerlier
- La Neuveville
- Île Saint-Pierre
- Ligerz/Gléresse
- Twann
- Biel/Bienne